# Mesterszakács
A szakácsmester a sikeres mestervizsgát tett szakács. A Magyar Köztársaság címerével ellátott mesterlevél igazolás, amely feljogosítja a mester címhez kötött tevékenység gyakorlására, és a mester cím használatára. A Kádár-kor végén még nagy presztízsű oklevél mára szakmai körökben elveszítette értékét.

## Feltételei

### A szakácsmester vizsgához szükséges szakképesítések
- Szakács (OKJ 33 7826 02 OSZJ 2103)
- Vendéglátó technikus (OKJ 52 7822 02)
- Közép-, illetve felsőfokú, szakirányú (vendéglátó ipari) iskolai végzettség

### A mestervizsga előfeltételeként előírt szakmai gyakorlat
- Szakmunkás bizonyítvánnyal 10 év
- Középfokú szakirányú végzettséggel 10 év
- Felsőfokú szakirányú végzettséggel 8 év

Szakmunkás-bizonyítvánnyal a teljes, középfokú és felsőfokú szakirányú végzettségnél az előírt munkaviszony legalább 60%-át szakács munkakörben kell letölteni.

### Egyéb feltétel
A kamara vagy különböző szakmai szervezetek vagy az adott munkaterület két mestere és a munkáltató referencia jellegű javaslata.

## A vizsga részei
- vállalkozási ismeretek (közgazdasági, jogi, munkaügyi stb. ismeretek), pedagógiai ismeretek
- szakmai gyakorlat
- szakmai elmélet (írásbeli, szóbeli)

## A magyar mesterképzéssel kapcsolatban felmerült kritikák
Ahogy a magyarországi szakácsképzés, úgy a mestervizsga is a Kádár-korban gyökerező hibás, félreértelmezett, vagy egyszerűen csak elavult ismeretek meglétét kéri számon és nem követi sem a szakma fejlődését, sem a modern konyhatechnológia trendjeit.
A kamara által delegált vizsgabizottságban (gyakran elnöki pozícióban) olyan személyek is helyet kapnak, akik vagy egyáltalán nem, vagy nem megfelelő szinten rendelkeznek szakmai kompetenciával.
A megszerzett mesterlevél szakmai elismertsége a fent részletezett okok miatt elhanyagolható, a mai magyar csúcsgasztronómiában például egyáltalán nem képvisel értéket.